# Bactra straminea
Bactra straminea là một loài bướm đêm thuộc họ Tortricidae. Nó là loài duy nhất được tìm thấy ở Kauai, Oahu, Molokai, Maui, Lanai và Hawaii, nhưng có thể là một loài được du nhập, dù nó không được ghi chép ở bất cứ địa điểm nào.
Ấu trùng ăn Carex, Cladium angustifolium và Scirpus miritimus.